# Mogwai
Pour les articles homonymes, voir Mogwai (groupe).
Mogwai est la translittération du mot cantonais 魔怪 (mo gwai) (en mandarin : 魔鬼 ; pinyin ：móguǐ) qui signifie « fantôme », « mauvais esprit », « diable » ou « Démon ».

## Mogwai/Mogui dans la culture chinoise
D'après la tradition chinoise, le mogwai est une espèce de lutin qui possède des pouvoirs surnaturels, qu'il utilise souvent pour faire du tort aux humains. La tradition veut que sa reproduction sexuée soit déclenchée par l'arrivée des pluies — il attendrait la pluie qui serait un signe de richesse et de prospérité à venir.
Le terme « mo » dérive du mot sanskrit « mara » qui signifie « être maléfique », proche également du mot persan « magi » qui serait à l'origine du mot magie.
L'autre terme, « gui » ou « gwai », ne désigne pas forcément un aspect mauvais ou des esprits démoniaques. Il désigne habituellement simplement des esprits ou les âmes des morts (revenants). Dans la Chine moderne, ce terme a évolué pour désigner habituellement les fantômes ou les esprits défunts non familiers qui peuvent se venger sur les humains qui leur auraient causé du tort de leur vivant. [réf. nécessaire]

## Le filmGremlins

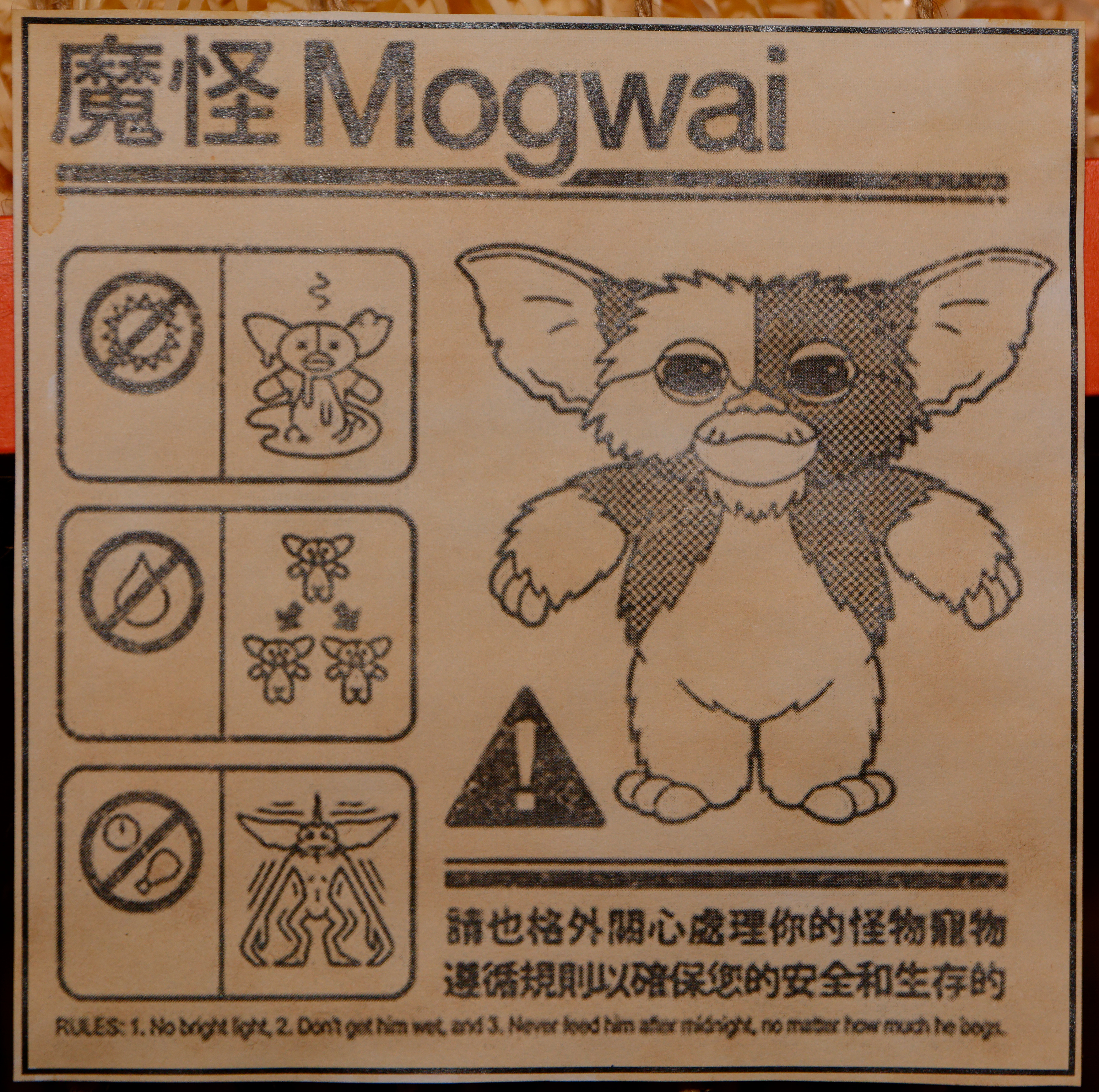
Les 3 règles à respecter avec un mogwai.

Joe Dante s'est vraisemblablement inspiré du mogwai pour les créatures homonymes de ses films Gremlins et Gremlins 2.
Dans le film, un « mogwai » est un animal à poil doux de petite taille (15 à 20 centimètres), bipède, avec une face plate et de grandes oreilles. Ses mains ne comptent que trois doigts, sa voix aiguë lui permet un chant harmonieux qui s'apparente à une berceuse.
Il se reproduit au contact de l'eau et se métamorphose en gremlin, à l'intérieur d'une chrysalide, s'il consomme de la nourriture la nuit, après minuit. Enfin, il craint la lumière vive surtout celle du Soleil qui lui est fatale.